# Volume 8
Volume 8 é o quinto álbum de estúdio, e o oitavo no geral, da banda musical brasileira Banda Calypso, lançado em 25 de outubro de 2005 através de sua editora discográfica independente Calypso Produções, sob distribuição da MD Music. Após o lançamento de seu quarto álbum de estúdio, Volume 6 (2004), e de seu terceiro álbum ao vivo e segundo álbum de vídeo, Banda Calypso na Amazônia (2005), a banda ganhou projeção nacional, passando a figurar em toda a mídia televisiva brasileira. Com o trabalho da banda ganhando mais visibilidade naquele ano, um novo disco foi programado ainda para 2005. Gravado em São Paulo, nos estúdios Gravodisc, foi produzido pelo guitarrista da banda, Ximbinha, e pelo tecladista Dedê. Tendo como sonoridade principal o calypso, gênero de assinatura da banda, o álbum engloba canções que transitam por uma variedade de gêneros musicais, incluindo forró eletrônico, merengue, cúmbia e lambada. Liricamente, a obra retrata diversos temas do cotidiano, como relacionamentos abusivos, traições, superação e fé.
Volume 8 conta com 17 faixas, das quais quatro foram lançadas como singles. O primeiro, "Isso É Calypso", foi uma das canções mais demasiadamente executadas pelas estações de rádio do Brasil em 2005 e 2006. O single ainda conta um videoclipe que foi incluído no CD como uma faixa bônus interativa. "Tchau pra Você" e "Pra Me Conquistar" foram lançadas como a segunda e a terceira música de trabalho da obra, seguindo com "Esqueça Meu Coração", que tornou-se uma das canções mais executadas nas rádios brasileiras em 2006. Apesar de não ter sido lançada como single, "Faço Tudo por Você" tornou-se uma das canções mais tocadas no país em 2006. A faixa "Tô Carente" foi incluída na trilha sonora do filme Ó Paí, Ó, de 2007. Para promover o álbum, a Banda Calypso deu início a uma turnê feita em suporte à obra e se apresentou em vários programas de televisão, como Domingão do Faustão, Hebe, Sabadaço, Boa Noite Brasil, Domingo Legal e Tudo É Possível.
Comercialmente, Volume 8 foi um enorme sucesso, recebendo certificação de diamante pelas suas primeiras 500 mil cópias vendidas, além de figurar entre os mais vendidos nas paradas de sucessos das publicações Época, Folha de S.Paulo e Billboard. Estima-se que a obra tenha ultrapassado a marca de 1,8 milhão de cópias vendidas, sendo o álbum de estúdio da banda mais vendido em toda a sua discografia. Em 2006, Volume 8 foi indicado ao Grammy Latino, onde concorreu ao prêmio de Melhor Álbum de Música Regional ou de Raízes Brasileiras, mas perdeu a vitória para a dupla Chitãozinho & Xororó com o disco Vida Marvada.

## Desenvolvimento e composição
Após o lançamento de seu quarto álbum de estúdio, Volume 6 (2004), e de seu terceiro álbum ao vivo e segundo álbum de vídeo, Banda Calypso na Amazônia (2005), a Banda Calypso ganhou projeção nacional, passando a figurar em toda a mídia televisiva brasileira. Com o trabalho da banda ganhando mais visibilidade, a vocalista Joelma e o guitarrista Ximbinha começaram a selecionar material para um novo disco em meados de 2005. Volume 8 foi gravado nos estúdios Gravodisc, em São Paulo, sob a produção musical de Ximbinha e do tecladista Dedê. Liricamente, a obra retrata vários temas do cotidiano, como relacionamentos abusivos, traições, superação e fé, e apresenta letras mais feministas, que falam sobre mulheres decididas e determinadas que não aceitam a situação que estão vivendo. Musicalmente, o álbum engloba canções que transitam por uma variedade de gêneros musicais. O calypso, principal ritmo da banda, se faz presente nas seis primeiras faixas do disco, sendo elas "Tchau pra Você", uma composição de Beto Caju e Edu Luppa originalmente gravada pela banda Baby Som em seu álbum Vol. X (2004), sob o nome de "Quatro Pedras na Mão (Good Bye)"; "Tô Carente", composta por Marquinhos Maraial, Edu Luppa e Tivas; "Passe de Mágica", escrita por Edílson Moreno e Glayse Rodriguez; "No Bate-Papo", também de Beto Caju e Edu Luppa; "Ouvindo o Rádio", de Manoel Cordeiro e Manoel Mendes; e "Pra Me Conquistar", também de Edílson Moreno e Glayse Rodriguez.
Composta pelo cantor Bruno e pela dupla Luiz Cláudio & Giuliano, "Nem Sim, Nem Não" é uma canção influenciada pelo forró eletrônico. "Mistura de Amor", escrita por Marquinhos Maraial, Beto Caju e Tivas, e "Não, Não", de Elias Muniz, apresentam uma fusão de merengue com cúmbia. "Isso É Calypso" foi composta por Marquinhos Maraial e Edu Luppa, e incorpora elementos de merengue, cúmbia e samba-enredo. A princípio, a canção seria interpretada pelo backing vocal da banda, Léo, mas acabou sendo gravada na voz de Joelma, uma vez que o título da faixa remete ao bordão homônimo da cantora. "Eu disse que inventei essa frase e tenho que gravar essa música", disse Joelma em entrevista. Léo, no entanto, assume os vocais principais da faixa "Luz do Coração (Deixa Vibrar)", canção de lambada escrita por Manoel Cordeiro e Ronery e originalmente gravada pela Banda Warilou em seu álbum Luz do Mundo (1992). "Esqueça Meu Coração", de Edu Luppa, dá início às baladas do álbum, seguida por "Faço Tudo por Você", também composta por Edu Luppa; "Perdeu o Trono", de Marquinhos Maraial e Edu Luppa; "Sua Fantasia", de Edu Luppa, Chrystian Lima e Ivo Lima; e "No Coração de uma Mulher", uma composição de Carla Maués e Gileno. Por fim, o disco se encerra com "Um Novo Ser", uma música cristã contemporânea composta por Ximbinha e Sivaldo Dias.

## Singles
Em outubro de 2005, "Isso É Calypso" foi lançada como o primeiro single do álbum, e tornou-se uma das canções mais demasiadamente executadas pelas estações de rádio do Brasil em 2005 e 2006. O videoclipe da canção, gravado na boate Cabral (atual Bulls Club) em São Paulo no dia 14 de setembro de 2005, foi dirigido por Flavio Goldemberg, e incluído no CD como uma faixa bônus interativa. "Tchau pra Você" e "Pra Me Conquistar" começaram a ser trabalhadas em novembro de 2005. "Esqueça Meu Coração" foi lançada como a quarta e última canção de trabalho do disco em março de 2006, figurando entre as 30 canções mais demasiadamente executadas pelas estações de rádio de São Paulo, segundo medição publicada pelo jornal Folha de S.Paulo, e fechando o ano como uma das mais tocadas pelas estações de rádio do país.

### Canções notáveis
Apesar de não ter sido lançada como single, "Faço Tudo por Você" alcançou a 15ª posição no top 20 do Brasil, e foi a 86ª canção mais tocada no país em 2006. "Tô Carente" foi incluída na trilha sonora do filme Ó Paí, Ó, de 2007.

## Lançamento e promoção
Volume 8 chegou às lojas em 25 de outubro de 2005. Para promover o álbum, a Banda Calypso embarcou em uma turnê feita em suporte à obra, que teve início em 20 de outubro de 2005, em Belém, e se estendeu até meados de 2006. Além da turnê, também estiveram presentes em vários programas de televisão. A banda compareceu ao Domingão do Faustão em três ocasiões: a primeira apresentação ocorreu em 6 de novembro de 2005, onde promoveram o lançamento do disco e performaram "Isso É Calypso", "Ouvindo o Rádio" e "Luz do Coração (Deixa Vibrar)"; a segunda apresentação ocorreu em 25 de dezembro de 2005, cuja edição do programa estava realizando o Melhores do Ano, onde interpretaram "Isso É Calypso"; a terceira ocorreu em 12 de fevereiro de 2006, onde interpretaram algumas canções do álbum, como "Luz do Coração (Deixa Vibrar)". Joelma e Ximbinha divulgaram Volume 8 e apresentaram "Isso É Calypso" no programa Hebe em duas ocasiões: a primeira ocorreu em 14 de novembro de 2005, enquanto a segunda apresentação ocorreu em 15 de abril de 2006. Também promoveram o álbum no Sabadaço em duas ocasiões: a primeira ocorreu em 19 de novembro de 2005, onde perfomaram "Isso É Calypso", "Tchau pra Você", "Pra Me Conquistar" e "Passe de Mágica"; a segunda apresentação ocorreu em 25 de março de 2006, onde interpretaram "Isso É Calypso", "Tchau pra Você", "Pra Me Conquistar", "No Bate-Papo" e "Esqueça Meu Coração".
A banda também divulgou o disco no Boa Noite Brasil em quatro ocasiões: a primeira apresentação ocorreu em 28 de novembro de 2005, onde executaram "Isso É Calypso", "Pra Me Conquistar", "Nem Sim, Nem Não" e "Um Novo Ser"; a segunda apresentação ocorreu em 30 de dezembro de 2005, na edição de réveillon do programa, onde interpretaram "Isso É Calypso"; a terceira ocorreu em 15 de março de 2006, onde apresentaram "Tchau pra Você", "Pra Me Conquistar" e "No Bate-Papo"; a quarta apresentação ocorreu em 11 de maio de 2006, cuja edição estava celebrando os três anos do programa, onde interpretaram "Isso É Calypso". Joelma e Ximbinha também promoveu Volume 8 no Domingo Legal em três ocasiões: a primeira ocorreu em 11 de dezembro de 2005, onde apresentaram "Isso É Calypso", "Tchau pra Você" e "Pra Me Conquistar"; a segunda apresentação ocorreu em 2 de abril de 2006, onde interpretaram as mesmas canções; a terceira apresentação ocorreu em 15 de julho de 2006, onde perfomaram "Tchau pra Você", "Isso É Calypso", "Esqueça Meu Coração" e "Pra Me Conquistar". Em 4 de março de 2006, Joelma e Ximbinha estiveram presentes no Caldeirão do Huck, onde apresentaram "Pra Me Conquistar". Em 7 de março de 2006, compareceram ao Show do Tom, onde interpretaram "Isso É Calypso". Em 30 de abril de 2006, estiveram no Tudo É Possível, onde perfomaram "Isso É Calypso", "Tchau pra Você" e "Pra Me Conquistar". Em 3 de junho de 2006, a Banda Calypso interpretou "Pra Me Conquistar" e "Tchau pra Você" no Central da Periferia. Em 6 de agosto de 2006, Joelma e Ximbinha performaram "Isso É Calypso" no Criança Esperança.

## Desempenho comercial
Volume 8 foi um enorme sucesso comercial: o álbum saiu com tiragem inicial de meio milhão de unidades, que esgotou em apenas dez dias, garantindo certificação de diamante para a Banda Calypso, que foi recebido durante a apresentação no Domingo Legal em 11 de dezembro de 2005. Na parada de álbuns da revista Época, Volume 8 chegou a ficar em primeiro lugar entre os mais vendidos. O disco também chegou a ficar em primeiro lugar entre os mais vendidos em São Paulo no ranking do jornal Folha de S.Paulo. Em 4 de fevereiro de 2006, a revista estadunidense Billboard publicou a informação de que o trabalho havia atingido o segundo lugar em vendas no Brasil. Em 10 de fevereiro de 2006, em entrevista ao Jornal do Brasil, foi divulgado que o disco já tinha vendido mais de 1,1 milhão de exemplares. Estima-se que Volume 8 tenha ultrapassado a marca de 1,8 milhão de cópias vendidas, sendo o álbum de estúdio da banda mais vendido em toda a sua discografia.

## Reconhecimento

### Prêmios e indicações
Em 2006, Volume 8 foi indicado à sétima edição do Grammy Latino, onde concorreu ao prêmio de Melhor Álbum de Música Regional ou de Raízes Brasileiras, mas perdeu a vitória para o disco Vida Marvada da dupla Chitãozinho & Xororó.
| Ano  | Prêmio        | Categoria                                                | Resultado | Ref.          |
| ---- | ------------- | -------------------------------------------------------- | --------- | ------------- |
| 2006 | Grammy Latino | Melhor Álbum de Música Regional ou de Raízes Brasileiras | Indicado  | [ 60 ] [ 61 ] |

## Alinhamento de faixas
Lista de faixas e créditos adaptados do encarte do álbum.
| N.º            | Título                          | Compositor(es)                     | Duração |  |
| 1.             | "Tchau pra Você"                | Beto Caju Edu Luppa                | 3:20    |  |
| 2.             | "Tô Carente"                    | Marquinhos Maraial Edu Luppa Tivas | 3:15    |  |
| 3.             | "Passe de Mágica"               | Edílson Moreno Glayse Dominguez    | 3:35    |  |
| 4.             | "No Bate-Papo"                  | Edu Luppa Beto Caju                | 2:59    |  |
| 5.             | "Ouvindo o Rádio"               | Manoel Cordeiro Manoel Mendes      | 3:14    |  |
| 6.             | "Pra Me Conquistar"             | Edílson Moreno Glayse Dominguez    | 2:57    |  |
| 7.             | "Nem Sim, Nem Não"              | Bruno Luiz Cláudio Giuliano        | 4:00    |  |
| 8.             | "Mistura de Amor"               | Marquinhos Maraial Beto Caju Tivas | 3:29    |  |
| 9.             | "Não, Não"                      | Elias Muniz                        | 3:34    |  |
| 10.            | "Isso É Calypso"                | Marquinhos Maraial Edu Luppa       | 2:54    |  |
| 11.            | "Luz do Coração (Deixa Vibrar)" | Manoel Cordeiro Ronery             | 2:57    |  |
| 12.            | "Esqueça Meu Coração"           | Edu Luppa                          | 3:24    |  |
| 13.            | "Faço Tudo por Você"            | Edu Luppa                          | 4:15    |  |
| 14.            | "Perdeu o Trono"                | Marquinhos Maraial Edu Luppa       | 3:56    |  |
| 15.            | "Sua Fantasia"                  | Edu Luppa Chrystian Lima Ivo Lima  | 3:24    |  |
| 16.            | "No Coração de uma Mulher"      | Carla Maués Gileno                 | 3:14    |  |
| 17.            | "Um Novo Ser"                   | Ximbinha Sivaldo Dias              | 3:54    |  |
| Duração total: | Duração total:                  | Duração total:                     | 58:11   |  |

| Faixa interativa |                               |                   |         |  |
| N.º              | Título                        | Diretor(es)       | Duração |  |
| 18.              | "Isso É Calypso" (videoclipe) | Flavio Goldemberg | 3:42    |  |

## Créditos e pessoal
Créditos adaptados do encarte do álbum.
- Joelma – vocais principais (faixas 1–10, 12–17), produção executiva, seleção de repertório
- Ximbinha – guitarra, violões, produção executiva, direção artística, seleção de repertório, produção musical, arranjos
- Léo – vocais principais (faixa 11)
- Dedê – teclados, produção musical, arranjos
- Teobaldo Júnior – bateria
- Hélio Silva – contrabaixo
- Laércio Costa – percussão
- Sylvinha Araújo – vocais de apoio
- Angela – vocais de apoio
- Ringo – vocais de apoio
- Marquinhos Maraial – saxofone
- Gil – trompete
- François Lima – trombone
- Pinóchio – sanfona
- Paulinho – violões (faixas 12–14, 17), guitarra slide (faixa 13), arranjos (faixas 14, 17)
- Albino Cézar – bateria (faixa 17)
- Pedro Ivo – contrabaixo (faixa 17)
- Manoel Cordeiro – arranjos (faixas 9, 10)
- Elcio Alvarez Filho – gravação, mixagem
- Aquilino Simões Filho – gravação
- Guido Baldacin Filho – gravação
- André Malaquias – gravação, assistência de mixagem
- Glauco Almeida – auxiliar de estúdio
- David Malaquias – auxiliar de estúdio
- Daniel Augusto – auxiliar de estúdio
- Cristiane Feris – coordenação de estúdio
- Ana Mello – coordenação de estúdio
- Oficina Áudio e Vídeo – masterização
- G. Moura – fotografias
- Haroldo de Campos – maquiagem
- Denise Paixão – design gráfico

## Desempenho nas paradas musicais

### Paradas semanais
| Parada musical (2005–2006) | Melhor posição |
| -------------------------- | -------------- |
| Brasil (Época)             | 1              |
| Brasil (Folha de S.Paulo)  | 1              |
| Brasil (Billboard)         | 2              |

## Certificações e vendas
| País   | Certificação | Vendas     |
| ------ | ------------ | ---------- |
| Brasil | Diamante     | 1 800 000+ |